# Curcuma woodii
Curcuma woodii là một loài thực vật có hoa trong họ Gừng. Loài này được Nian-He Xia và Juan Chen mô tả khoa học đầu tiên năm 2015. Mẫu định danh: J. Chen & T. Wood 201010, thu thập ngày 28 tháng 9 năm 2010 tại Vườn thực vật Hoa Nam, Quảng Châu, Quảng Đông, Trung Quốc (cây trồng, được du nhập từ Thái Lan).

## Từ nguyên
Tính từ định danh woodii đặt theo tên của Tom Wood, giám tuyển cây họ Gừng từ Hoa Kỳ, người đã mang mẫu của loài này đến Vườn Thực vật Hoa Nam. Tom Wood là người có đóng góp lớn vào bộ sưu tập gừng, riềng từ Nam Á, Australia, châu Mỹ và châu Phi cho Vườn Thực vật Hoa Nam.

## Phân bố
Nó là loài bản địa Thái Lan. Loài này được mua tại chợ buôn bán cây hoang dại địa phương ở thị trấn Sa Kaeo (tỉnh Sa Kaeo), gần biên giới Thái Lan-Campuchia. Phạm vi phân bố tự nhiên không rõ.

## Mô tả
Cây thảo lâu năm cao 40–60 cm. Thân rễ chính thanh mảnh, rễ chùm, nhiều nhánh, đường kính 0,6–1 cm, ruột màu kem; thân rễ bên bò lan, thanh mảnh, đường kính 0,6–1,0 cm, ruột trắng; củ rễ hình trứng, ruột trắng. Chồi lá cao đến 60 cm, lá 5; bẹ lá màu xanh lục, có lông tơ; cuống lá dài 16–23 cm, có lông tơ; lưỡi bẹ dài ~3 mm, có lông ở mép; phiến lá 26–30 × 9–12 cm, hình trứng đến hình elip, màu xanh lục cả hai mặt, mặt gần trục nhẵn nhụi, mặt xa trục có lông tơ, đáy thuôn tròn, đỉnh nhọn thon. Cụm hoa đầu cành, ~4,5–5 × 4,5–5 cm; cuống cụm hoa dài 2–3 cm, có lông tơ; lá bắc ~2,5–3 × 3–3,5 cm, hình trứng đến hình elip, màu xanh lục ánh trắng, có lông tơ cả hai mặt, đỉnh tù; không lá bắc con. Hoa dài 4-4,7 cm, thò ra từ lá bắc, màu trắng. Đài hoa dài ~2 cm, trắng, nhẵn nhụi, 2 răng. Ống tràng hoa dài ~3 cm, trắng, có lông tơ; thùy tràng bên ~1,4 × 0,5 cm, màu trắng đến ánh hồng, nhẵn nhụi; thùy lưng ~1,5 × 0,6 cm, màu trắng, rậm lông nhung ở họng. Các nhị lép bên hình cánh hoa, ~1,5 × 0,9 cm, hình elip, màu trắng, các chấm màu cam đậm ở đỉnh và các chấm màu tía đậm ở đáy; cánh môi ~1,6 × 1 cm, gần tròn, chẻ một bên ~6 mm, màu trắng, hai dải màu cam đậm ở tâm với các vạch màu tía đậm ở đáy, 2 răng. Chỉ nhị rộng, phẳng, màu trắng; bao phấn dài ~9 mm, màu trắng, mào ~1 × 1 mm, cựa ngắn, ~1 mm, màu trắng. Bầu nhụy dài 2–4 mm, gần như nhẵn nhụi; đầu nhụy màu trắng, nhẵn nhụi; tuyến trên bầu 2, dài ~7 mm, thẳng. Quả nang hình gần cầu, 3 mảnh vỏ, nứt. Hạt hình trứng ngược, màu nâu nhạt, với áo hạt màu trắng, xé rách. Tại Vườn Thực vật Hoa Nam ra hoa tháng 7-9. 2n = 42.
Loài này tương tự như C. rhomba ở chỗ cụm hoa mọc ra từ gốc của thân giả và hình dạng bao phấn. Các khác biệt chính của chúng nằm ở màu sắc của lá bắc, màu sắc và hình dạng của các bộ phận hoa. Hình dạng hoa của C. woodii tương tự như C. pierreana và C. peramoena. Nhưng nó khác hai loài kia ở chỗ có phiến lá to hơn, lá bắc màu ánh trắng, các nhị lép bên màu trắng với các chấm màu da cam ở đỉnh và bầu nhụy gần như nhẵn nhụi. Phân tích phát sinh chủng loài phân tử cho thấy nó có quan hệ họ hàng gần với Smithatris supraneanae.